# Đinh Trang Hòa
Đinh Trang Hòa là một xã thuộc huyện Di Linh, tỉnh Lâm Đồng, Việt Nam.

## Địa lý
Xã Đinh Trang Hòa có diện tích 53,58 km², dân số năm 2022 là 16.395 người, mật độ dân số đạt 305 người/km².

## Lịch sử
Ngày 6 tháng 3 năm 1984, Hội đồng Bộ trưởng ban hành Quyết định số 38-HĐBT về việc thành lập xã Hoà Trung trên cơ sở các thôn: I, II, III, IV, V của xã Đinh Trang Hòa.
Xã Đinh Trang Hoà còn lại các thôn: I, II, III, IV, V, Ninh Hòa, Tô Kinh.
Ngày 6 tháng 6 năm 1986, Hội đồng Bộ trưởng ban hành Quyết định số 67-HĐBT về việc:
- Thành lập xã Hòa Ninh trên cơ sở 3.480 hécta đất với 1.931 nhân khẩu của xã Đinh Trang Hòa.
- Thành lập xã Hòa Nam trên cơ sở 9.500 hécta đất với 3.720 nhân khẩu của xã Đinh Trang Hòa.

Sau khi điều chỉnh địa giới hành chính, xã Đinh Trang Hoà còn lại 7.888 hécta đất với 3.995 nhân khẩu.
Ngày 21 tháng 1 năm 2020, HĐND tỉnh Lâm Đồng ban hành Nghị quyết số 166/NQ-HĐND về việc:
- Thành lập Thôn 8 trên cơ sở thôn Đông Trang, thôn Tây Trang và thôn Bắc Trang.
- Sáp nhập Thôn 11 vào Thôn 10.